# نابريداك كروشيفاتس
نادي نابريداك كروشيفاتس لكرة القدم (بالصربية: Фудбалски клуб Напредак Крушевац) نادي كرة قدم صربي يلعب في دوري الدرجة الممتازة. تم تأسيس النادي في عام 1946.